# ليزلي ويست (مغني)
ليزلي ويست (بالإنجليزية: Leslie West)‏ هو عازف قيثارة ومغني وكاتب أغاني أمريكي، ولد في 22 أكتوبر 1945 في نيويورك في الولايات المتحدة.

## وصلات خارجية
- ليزلي ويست على موقع IMDb (الإنجليزية)
- ليزلي ويست على موقع ميوزك برينز (الإنجليزية)
- ليزلي ويست على موقع إن إن دي بي (الإنجليزية)
- ليزلي ويست على موقع أول ميوزيك (الإنجليزية)
- ليزلي ويست على موقع ديسكوغز (الإنجليزية)
- ليزلي ويست على موقع قاعدة بيانات الفيلم (الإنجليزية)